# تفجير معركة
وقع تفجير معركة في 4 آذار / مارس 1985، حيث انفجرت عبوة ناسفة في مركز ديني شيعي (الحسينية) في قرية معركة جنوب لبنان. قُتل 15 شخصًا، من بينهم اثنان من قادة حركة أمل التي كانت تقاتل إسرائيل، وأصيب 55 بجروح. قال المؤلف نيكولاس بلانفورد أن القنبلة «زرعت من قبل الإسرائيليين خلال الغارة السابقة» [في 2 مارس] بينما وفقًا لروبرت فيسك، اعتقدت المخابرات الفرنسية في لبنان أن إسرائيل زرعت القنبلة. ونفت إسرائيل أي دور لها. في عام 2018، كتب رونين بيرغمان في انهض واقتل أولا، أن عملاء الموساد بقيادة مئير داغان هم من زرعوا القنبلة.

## خلفية

### خطة الانسحاب الإسرائيلي
بعد اجتياحها لبنان عام 1982، وضعت إسرائيل خطة انسحاب من ثلاث مراحل. وفي شباط 1985 نفذت المرحلة الأولى ونقلت قواتها جنوبا إلى نهر الليطاني. في 3 مارس، قبل يوم واحد من الهجوم، وافق مجلس الوزراء على المرحلة الثانية.

### مداهمة 2 مارس
بتأريخ 2 آذار، داهم 800 جندي إسرائيلي بلدة معركة. وفتشوا «الحسينية» بالقرية بينما كانوا يخرجون منها، واعتقلوا 17 رجلاً.

## هجوم
بعد أقل من 30 ساعة من مغادرة القوات الإسرائيلية، انفجرت قنبلة تزن 30 رطلاً مزروعة في الطابق الثاني من الحسينية، خلال اجتماع عقد لمناقشة توزيع مواد الإغاثة والمواد الغذائية. كما استشهد كل من محمد سعد وخليل جرادي عضوان في حركة أمل. في غضون ساعة من الانفجار، داهمت قوات الجيش الإسرائيلي المستشفى الرئيسي في صور وخربت أصوله واعتقلت مديره و 20 متبرعًا بالدم.

## ما بعد الكارثة
وأكدت محطات الإذاعة اللبنانية أن الانفجار كان من سيارة مفخخة، لكن تقارير سابقة من القرية أفادت أن القنبلة كانت مزروعة في الطابق الثاني. كما قال مسؤولون في الجيش الإسرائيلي في البداية إن الانفجار نجم عن سيارة مفخخة، لكن المتحدث باسم اليونيفيل، تيمور غوكسيل، قال إن هذا مستحيل لأن الانفجار وقع في الطابق الثاني.
زعيم حركة أمل نبيه بري وصف سعد وجرادي بـ«الشهداء» واستنكر المجزرة قائلاً: «[إسرائيل] يتظاهرون بأنهم لا يريدون شيئاً من لبنان أكثر من سلامهم. هذا هو السلام الإسرائيلي». استدعى الرئيس أمين الجميل مبعوثين من الولايات المتحدة والاتحاد السوفيتي والصين وفرنسا والمملكة المتحدة لطلب دعمهم كأعضاء في مجلس الأمن التابع للأمم المتحدة لتقديم شكوى ضد إسرائيل. قال رئيس الوزراء رشيد كرامي إن إسرائيل «فقدت أعصابها وأصيبت بالذعر»، وانتقد حزب الله الولايات المتحدة وإسرائيل.
ونفت إسرائيل أي تورط لها. وقال منسق الشؤون الإسرائيلية في لبنان، أوري لبراني، إن القصف جزء من «صراع داخلي داخل حركة أمل».
وبحسب روبرت فيسك، اعتقدت المخابرات الفرنسية في لبنان أن إسرائيل زرعت القنبلة. وربط كريس ماولز هذا الهجوم بتفجير آخر في صيدا، قائلاً: «لقد نفوا بشدة تورطهم في التفجير، لكنهم لم يقدموا تفسيراً مرضياً لكيفية قيام أي شخص بتهريب مثل هذه الكمية الضخمة من المتفجرات إلى الجنوب وتجاوز عدد لا يحصى من نقاط التفتيش التي أحاطت به صيدا».
كتب الصحفي رونين برغمان في عام 2018 أن عناصر الموساد (تحت قيادة مئير داغان) كانوا مسؤولين عن الهجوم.
في أعقاب الهجوم، تعرفت أمل على المتعاون الذي نبه الإسرائيليين بأن الاجتماع ينعقد. تم اعدامه وطرد عائلته من مدينة معركة.

## روابط خارجية
- L113556